# Васильев, Андрей Лидвартович
Андрей Лидвартович Васильев (3 февраля 1969) — белорусский футболист, игравший на позициях защитника и полузащитника. Сыграл 1 матч за сборную Беларуси.

## Биография

### Клубная карьера
Профессиональная карьера игрока началась в 1986 году в клубе третьей по силе советской лиги «Витязь» (Витебск). В 1989 году выступал за клуб «Обувщик», с которым стал чемпионом БССР. В 1990 вернулся в витебский клуб, известный на тот момент как КИМ. После распада СССР продолжил выступать за команду в высшей лиге Беларуси, где провёл 7 сезонов. Признан лучшим футболистом Витебска 1996 года по версии газеты Витьбичи, получил приз — телевизор. После ухода из витебского клуба в 1997, ещё 4 года продолжал выступать за клубы высшей лиги «Динамо-Брест» и «Торпедо-Кадино». В 2001 году провёл сезон в клубе третьей лиги «Руденск», после чего завершил игровую карьеру.
Всего за карьеру сыграл 203 матча и забил 8 голов в высшей лиге Беларуси.
В 2006 году вернулся в футбол и присоединился к клубу третьей лиги «Кобрин», за который провёл 13 матчей и отметился двумя забитыми голами.

### Карьера в сборной
31 июля 1996 года сыграл свой единственный матч за сборную Беларуси. В товарищеском матче со сборной Литвы Васильев появился на поле после перерыва, заменив Юрий Малеева, и сравнял счёт на 88-й минуте. Игра завершилась со счётом 2:2.